# Бергерн-им-Дункельштайнервальд
Бергерн-им-Дункельштайнервальд (нем. Bergern im Dunkelsteinerwald) — коммуна (Gemeinde) в Австрии, в федеральной земле Нижняя Австрия.
Входит в состав округа Кремс (Ланд). Население — около 1,3 тыс. человек. Занимает площадь 36,53 км². Официальный код — 31303.

## Политическая ситуация
Бургомистр коммуны — Вальтер Вальдбауэр (АНП) по результатам выборов 2005 года.
Совет представителей коммуны (нем. Gemeinderat) состоит из 19 мест.
- АНП занимает 14 мест.
- СДПА занимает 5 мест.